# Richard Bernaschek
Richard Bernaschek (* 12. Juni 1888 in Elisabethdorf bei Budapest; † 18. April 1945 im KZ Mauthausen) war ein österreichischer Politiker (Parteisekretär der SDAP von Oberösterreich), Widerstandskämpfer und Schutzbundführer. Er war eine der Hauptfiguren des Österreichischen Bürgerkriegs, der am 12. Februar 1934 im Hotel Schiff in Linz ausbrach und sich innerhalb kurzer Zeit auf Wien und Industrieregionen wie Steyr oder die Obersteiermark ausbreitete.

## Frühe Jahre
Der Vater von Richard Bernaschek hieß Wenzel Bernášek, war Schuhmacher und stammte aus Kařez, Bezirk Rokycany (Böhmen). Seine Mutter war Antonie Bernášková, geborene Hruška, aus Suchdorf. Beide waren am 6. Februar 1884 von den österreichischen Behörden aus Bad Vöslau, Niederösterreich, ausgewiesen worden. Die Familie wollte aber wieder nach Österreich zurück und mit einem Schreiben des kaiserlich und königlichen Bezirkshauptmanns von Baden vom 3. September 1900 wurde die Ausweisung aufgehoben und eine Rückkehr in den Ausweisungsbezirk gestattet. Die Familie ließ sich danach in Linz/Urfahr nieder. Richard Bernaschek hatte drei Geschwister, die Schwestern Aurelia und Margarete und den Bruder Ludwig.
Richard Bernaschek besuchte zuerst in Budapest und dann in Linz fünf Klassen der Volksschule und drei Klassen der Bürgerschule. Er erlernte das Schlosserhandwerk und den Beruf des Drehers bei der Maschinenschlosserei Posselt in Linz. Danach führte er ein unstetes Leben und war beruflich in Linz, in Steyr, in Budapest und in Wien tätig. Am 11. Juni 1911 heiratete er Marie Eisenhuber; von den vier Kindern aus dieser Ehe überlebten zwei, nämlich Eleonore, genannt Ella (verheiratete Leschanz), und Richard. Wie aus seinen Unterlagen nach seiner Verhaftung 1934 hervorgeht, wurde Bernaschek später geschieden. Mit Beginn des Ersten Weltkriegs rückte er bei dem Eisenbahn- und Telegraphenregiment Korneuburg ein. 1917 wurde er zum Reservekorporal befördert und geriet am 3. November 1918 in Triest in italienische Kriegsgefangenschaft. Am 16. August kehrte Benaschek wieder nach Linz zurück. In seinem Grundbuchblatt finden sich Eintragungen in tschechischer Sprache und es wird die Zugehörigkeit Bernascheks (Bernášek) zu Kařez in Böhmen angegeben; seine Zugehörigkeit zur tschechoslowakischen Wehrmacht erlosch erst 1923.

## Politisches Wirken
Bernaschek war früh der Sozialdemokratischen Partei (SDAP) in Österreich beigetreten und war aktives Mitglied der Metallarbeitergewerkschaft. Am 9. Februar 1920 wurde er zum ersten Obmannstellvertreter des oberösterreichischen Arbeiterrates gewählt, dem auch elf Kommunisten angehörten. 1921 verließ Bernaschek Österreich für zwei Jahre, seine jüngere Schwester Margarete hatte ihm in Holland eine Anstellung vermittelt. Im Frühjahr 1923 wurde er von Landeshauptmann-Stellvertreter Josef Gruber nach Linz zurückgerufen, um den Aufbau des Republikanischen Schutzbundes, einer paramilitärischen Organisation der Sozialdemokratischen Partei, in Oberösterreich voranzutreiben. Ab 1926 war er der Landesleiter des oberösterreichischen Schutzbundes, der uniformiert und bewaffnet nach militärischem Vorbild aufgebaut war. Schutzbundmitglieder, die nicht beim Militär gedient hatten, erhielten ihre Schießausbildung in sog. Arbeiter-Schützenvereinen.
1926 konnte Bernaschek an dem ersten Halbjahreskurs der sog. Arbeiterhochschule in Wien in den Räumen des Maria-Theresien-Schlössels teilnehmen. Er kam dabei in Kontakt mit den bedeutendsten Führerpersönlichkeiten der Sozialdemokratie (u. a. Karl Renner, Adolf Schärf, Theodor Körner, Friedrich Adler, Otto Bauer, Alexander Eifler, Otto Neurath), die als Dozenten den Kursteilnehmern eine intensive ideologische Schulung zuteilwerden ließen. Bernascheks bereits bekannte Haltung als „Linker“ unter den Sozialdemokraten wurde dabei gefestigt.
Am 4. März 1933 fand in Wien die sog. Selbstausschaltung des Parlaments statt und am 15. März 1933 wurden großdeutsche und sozialdemokratische Abgeordnete unter Polizeigewalt am Betreten des Parlaments gehindert bzw. die sich bereits im Parlament befindlichen Abgeordneten wurden von der Polizei hinaus eskortiert. In der Folge wurde am 31. März 1933 der Republikanische Schutzbund aufgelöst. Bernaschek schrieb zu diesem Anlass: „Als die überraschende Weisung kam, am 31. März keinen Widerstand zu leisten, liefen die Schutzbündler mit vor Scham gerötetem Gesicht herum. Aber sie retteten die Waffen und verbrannten die Schriftstücke.“ Der Republikanische Schutzbund war aber nur der Form nach aufgelöst, die militärischen Übungen und Zusammenkünfte wurden unter dem Deckmantel sportlicher Veranstaltungen (ASKÖ), Wanderungen, Führerkurse etc. weitergeführt. Es erwies sich aber schwierig, den kämpferischen Elan der früheren Jahre aufrechtzuerhalten, die Glaubwürdigkeit der marxistisch ausgerichteten Sozialdemokratischen Partei war unter ihren Anhängern wegen ihrer passiven Haltung gegenüber den Märzereignissen von 1933 erschüttert, die Mitgliederzahl begann zu bröckeln und ein Teil der Arbeiterschaft wanderte zur NSDAP ab. Vermutlich ist es falsch, die Attraktivität der NSDAP für die Arbeiterschaft allein auf die Situation der Arbeitslosigkeit, die wirtschaftlichen Probleme in Österreich und die angeblichen wirtschaftlichen Erfolge in Nazideutschland zurückzuführen; wie aus einem Brief Bernascheks an die Parteileitung hervorgeht („Man führt die Haltung der Partei in den letzten zehn Monaten, also seit der denkwürdigen Parlamentssitzung, auf die jüdische Führung zurück, die sich zum Kampf nicht entschließen kann.“), wurden auf den Versammlungen auch antisemitische Äußerungen laut (führende Mitglieder der SDAP wie Otto Bauer waren bekanntlich Juden) und die Ideologie des Nationalsozialismus kam diesen Tendenzen besser entgegen als die marxistische Lehre der SDAP.

## Die Ereignisse um den 12. Februar 1934

### Bernascheks Maßnahmen in Linz
Zu den Vorereignissen des 12. Februar 1934 gehört, dass die Polizei immer wieder illegale Waffentransporte aus der Tschechoslowakei und Waffenlager festgestellt hatte. So wurde am 24. Januar 1934 in Schwechat ein großes Waffenlager mit Gewehren, Maschinengewehren, Handgranaten und größeren Mengen Sprengstoff ausgehoben. Der Sprengstoff hätte ausgereicht, um die Regierungsgebäude der Wiener Innenstadt von der Kanalisation aus in die Luft zu sprengen, wie dies auch von Major Eifler in dem Kriegsplan des Schutzbundes vorgesehen war. Auch das „Hotel Schiff“ und andere Stützpunkte des Republikanischen Schutzbundes waren bereits 1931 nach Waffen durchsucht worden und die Parteiführung unter Gruber hatte auf den Abtransport der Waffen kaum reagiert. Sogar noch am 10. Februar 1934 hatte es eine Waffensuche in Steyr gegeben, bei der ein Betriebsobmann kurzfristig verhaftet worden war, ohne dass dies weiterreichende Folgen gehabt hätte.
Bernaschek hatte sich am 11. Februar 1934 mit seinen engsten Mitstreitern (Ludwig Bernaschek, Ferdinand Hüttner, Otto Huschka, Franz Schlagin, Franz Schrangl und Josef Glasner) beraten und sich entschlossen, es war im Übrigen ein Faschingssonntag, bei einer Waffensuche am Montag mit „gewaltsamen Widerstand ... und in Fortsetzung des Widerstandes zum Angriff“ zu reagieren. „Dieser Beschluß ist unabänderlich“, so fügte er noch in seinem Brief an die Leitung der Sozialdemokratischen Partei hinzu. Dieser Brief wurde mit einer handschriftlichen Notiz Bernascheks mit dem Inhalt „Waffensuche provozieren“ im Hotel Schiff aufgefunden. Bereits in der Nacht vom 11. zum 12. Februar hatte er Befehl gegeben, strategisch wichtige Punkte in und um Linz zu besetzen (Gastwirtschaft „Jägermeier“ am Freinberg, Spatzenkogel, Diesterwegschule, Petrinum, Gaswerk, Wirtschaftshof, Eisenbahnbrücke, Kaplanhof). Wie aus den Erinnerungen des Sicherheitsdirektors Hammerstein-Equord hervorgeht, waren zwar Waffensuchen geplant, jedoch wusste die Exekutive nicht, wo zu beginnen sei; gedacht war an das Parkbad, wo das Ausladen verdächtiger Kisten beobachtet worden war. Durch ein merkwürdig verschlüsseltes Telegramm („Der Tante geht es gut, die Ärzte und der Onkel Otto sind der Meinung, daß man nichts unternehmen dürfe. Bernaschek soll sofort nach Wien kommen.“), das für eine Adresse im Hotel Schiff bestimmt war, aufmerksam gemacht, geriet nun das Parteiheim des Sozialdemokraten in den Focus der Aufmerksamkeit. Hammerstein rief daraufhin Viktor Benz, den Polizeidirektor von Linz an, der neben dem Hotel Schiff wohnte und der dort selbst während der Nacht auffällige Transporte festgestellt hatte. Damit stand fest, wo am nächsten Tag mit der Waffensuche begonnen werden sollte.
Bernaschek hatte bekanntlich bei seiner Entscheidung die Leitung der Sozialdemokratischen Partei von Oberösterreich nicht informiert. Das Signal von der Parteileitung aus Wien war aber eindeutig: Man wollte keinen Aufstand. Hinzu kommt als besondere Tragik, dass in dem Landtag von Oberösterreich die drei Parteien (Christsoziale, Sozialdemokraten, Großdeutsche) demokratisch gewählt waren und in einer Proporzregierung unter Leitung von Landeshauptmann Schlegel mehr oder minder gedeihlich zusammenarbeiteten. Der Landtag war also trotz der Lage auf Bundeseben noch ein Hort der Demokratie und der Aufstand wurde infolge der Ereignisse vom 12. Februar genutzt, um diese letzte Bastion der Demokratie abzuschaffen.
Gegen 7:00 Uhr begann die Polizei mit etwa 30 Polizisten unter Führung der Polizeioffiziere Hofer und Petrich mit der Durchsuchung. Bernaschek ersuchte noch um 7:15 Uhr den Landeshauptmann Josef Schlegel um Intervention, dieser konnte den Ablauf aber nicht mehr stoppen, da er nicht mehr für das Sicherheitsreferat zuständig war. Kurz darauf drang die Polizei in das Hotel Schiff ein, und es wurden Bernaschek und zwei weitere Sozialdemokraten um 7:45 Uhr verhaftet und aus dem Gebäude zum Arrestantenwagen geführt. Bernaschek versuchte auf der Straße zu flüchten, wurde aber schnell wieder gestellt und festgenommen. Nach der Festnahme von Bernaschek kam es zu einem Schusswechsel zwischen einem im oberen Stockwerk verschanzten MG-Schützen und der Polizei. Im Zuge der weiteren Kämpfe, die erst gegen die Mittagszeit und unter Einsatz des Bundesheeres beendet wurden, wurde der MG-Schütze Rudolf Kunz getötet.
Vor seiner Verhaftung hatte Bernaschek noch die Schutzbündler in Steyr, Wels, Vöcklabruck und im Kohlerevier alarmiert und zu den Waffen gerufen. Zugleich versuchte er, belastende Schriftstücke zu vernichten. In Oberösterreich brachen daraufhin schwere Kämpfe aus, die durch die Exekutive (Bundesheer, Gendarmerie, Assistenztruppen) erst bis zum 13. Februar niedergeschlagen werden konnten. Auch in Wien und anderen Bundesländern brachen Aufstände aus, bis zum 15. Februar war die Ruhe wiederhergestellt. Diese Kämpfe gingen als Februaraufstand 1934 oder „Österreichischer Bürgerkrieg“ in die Geschichte ein. Es wurde jedoch kein Generalstreik ausgerufen und sogar die dem Republikanischen Schutzbund nahestehenden Gewerkschaften der Eisenbahner und der Postler griffen nicht in das Geschehen ein. Zudem erwies sich auch die Exekutive gegenüber dem Staat als loyal und die erwarteten Überläufer gab es nicht.

### Flucht nach Deutschland

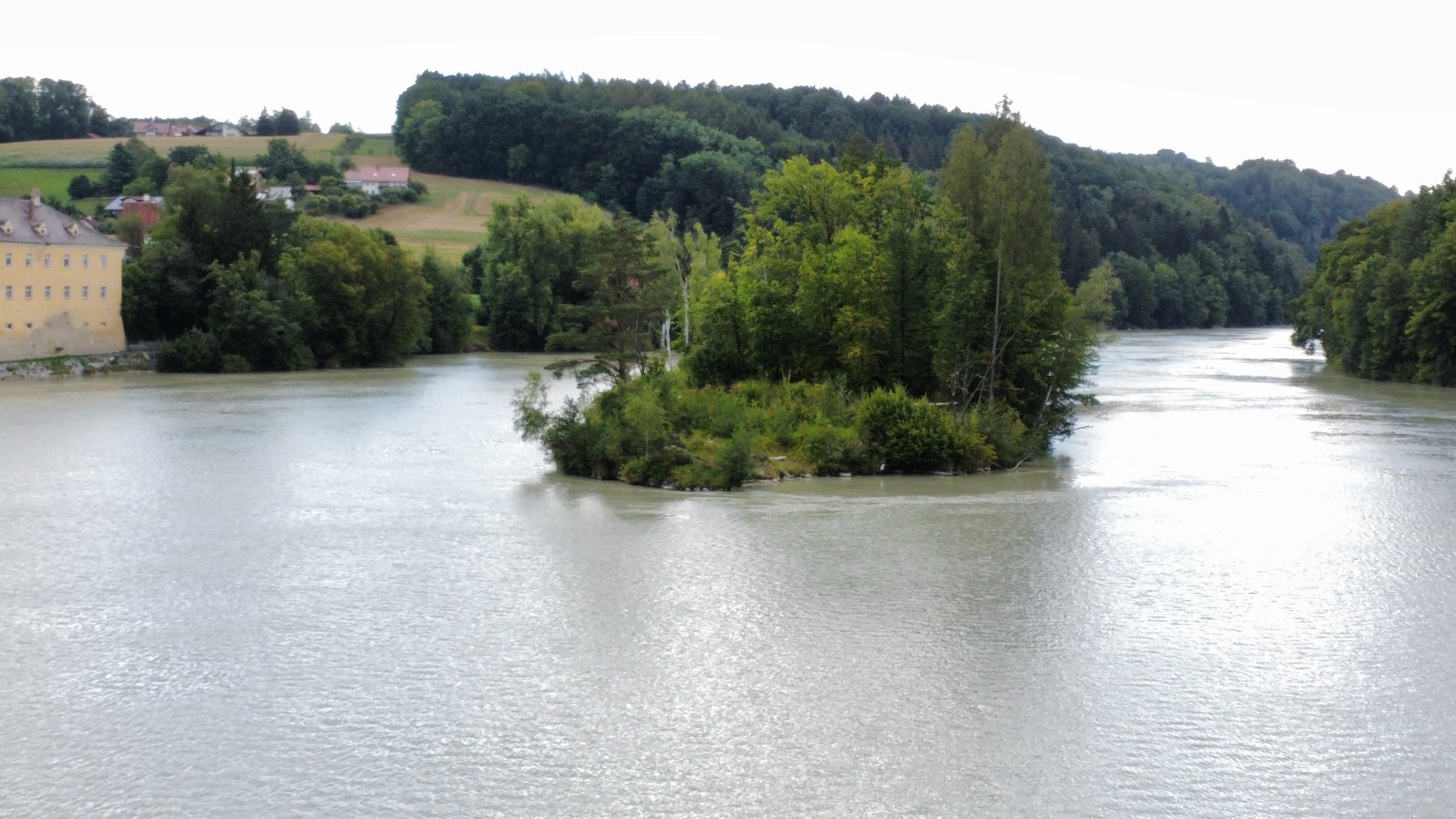
Die „Bernaschek-Insel“ im Inn zwischen Deutschland und Österreich, mit Schloss Vornbach am bayerischen Ufer (links)

In der Nacht auf den 3. April 1934 ließ der nationalsozialistisch gesinnte Gefängnisdirektor, Ernst Seiler, drei Sozialdemokraten (Richard Bernaschek, Otto Huschka, Franz Schlagin) sowie zwei Nazis (Ignaz Faster, Karl Straßmayr) unter Mithilfe des Justizwachebeamten Karl Dobler aus dem Linzer Landesgerichtsgefängnis entkommen. Alle fünf wurden von NS-Fluchthelfern nach Schärding gebracht, wo sie bei der seither im Volksmund so genannten „Bernaschek-Insel“ den Inn überquerten: Das Fluchtauto konnte eine Heimwehr-Patrouille ungehindert passieren und erreichte über Eferding und Peuerbach Wernstein am Inn. Von dort ging es [...] zu Fuß die Innlände entlang. Schließlich erreichten Bernaschek und seine Begleiter die vereinbarte Stelle gegenüber Kloster Vornbach. "Wir haben sie schon kommen gesehen, es war alles vorbereitet", erinnert sich Karl Wesenauer, der als 14-Jähriger Augenzeuge der Flucht wurde. Zwei Fluchthelfer, ein Schärdinger Brüderpaar, nahm[en] die Ankömmlinge in Empfang. Zu Fuß marschierten sie durch den seichten Inn bis zur [...] Insel, wo sie in eine Zille umstiegen, die von Angehörigen der "Österreichischen Legion" bereitgestellt worden war. Auf der anderen Innseite gelangten sie auf deutschen Boden, Bernaschek war in Sicherheit.
In Deutschland wurde Bernaschek von den Nationalsozialisten mit allen Ehren willkommen geheißen. Nach einem Empfang beim Bürgermeister von Passau und einem Besuch bei der Österreichischen Legion in Vilshofen, wo Bernaschek dem SA-Führer für Österreich Hermann Reschny vorgestellt wurde, reiste er nach München weiter. 
Am 5. April 1934 fand das erste Treffen mit Theo Habicht, dem Leiter der NSDAP von Österreich statt. Von der Landesleitung der NSDAP für Österreich wurde Bernaschek bei seinem Aufenthalt finanziell großzügig unterstützt. In München traten die beiden Nazis und die zwei mit Bernaschek geflüchteten Sozialdemokraten der Österreichischen Legion bei, während Bernaschek verkündete, „Das Programm der Nationalsozialisten steht uns näher“. Bernaschek verfasst in München ein Manuskript, in dem er sich mit der Situation der österreichischen Sozialdemokratie auseinandersetzt, wobei er auch die Möglichkeit einer Zusammenarbeit mit den Nationalsozialisten auslotete. Die Hoffnung, dass er von Nationalsozialisten bei der Veröffentlichung seines Werkes unterstützt würde, erfüllt sich jedoch nicht. Und damit ging er wieder auf Distanz zu den Nationalsozialisten.

## Exil 1934 bis 1939

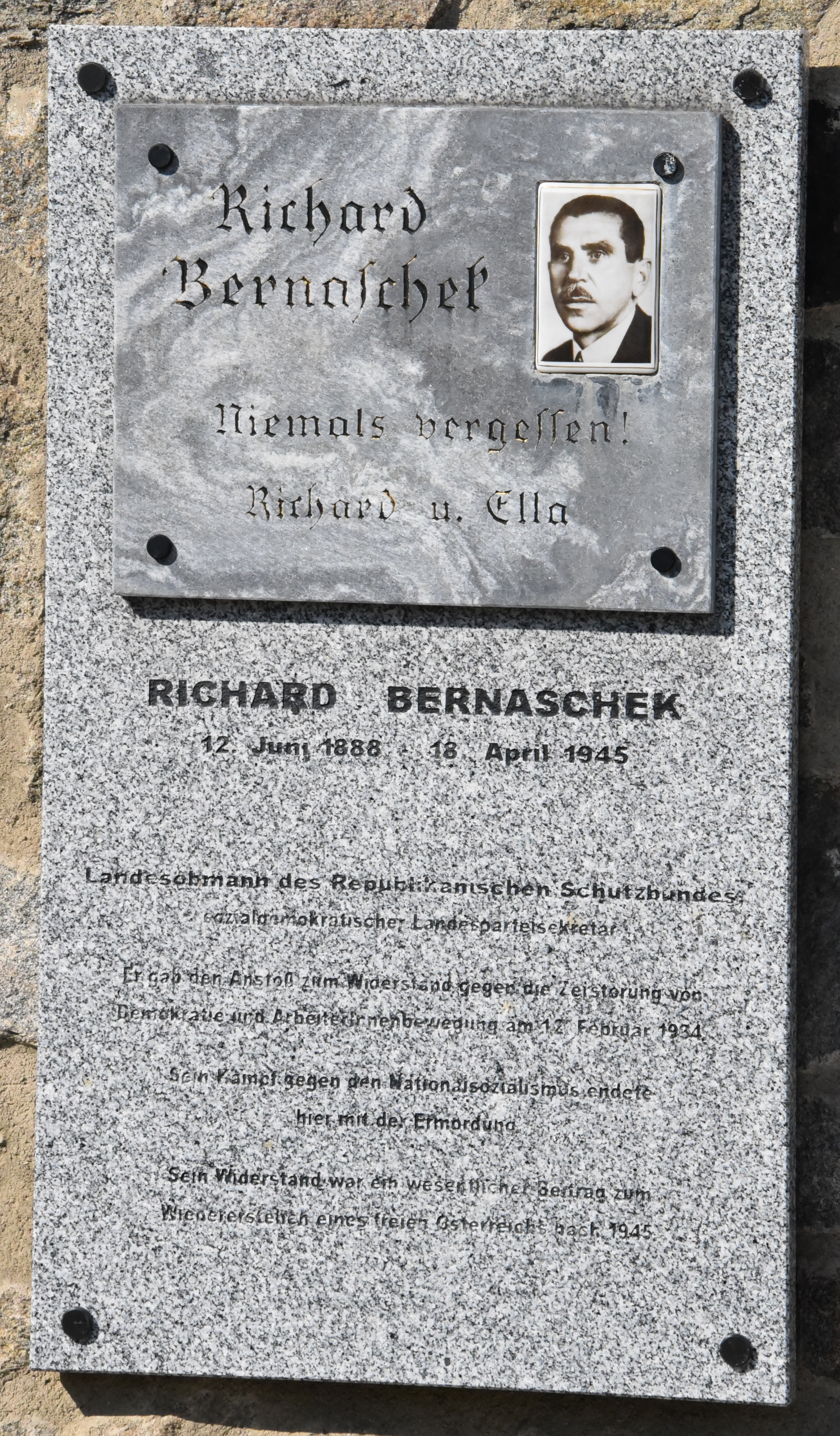
Gedenktafel in Mauthausen

Bernaschek konnte Deutschland unbehelligt am 30. Mai 1934 verlassen und reiste nach Zürich weiter, wo er bei Friedrich Adler, dem Sekretär der Zweiten Internationale, eine Zufluchtstätte fand. Mit dem Flugzeug reiste Bernaschek dann nach Prag, wo er von dem Schutzbundfunktionär Recknagel in das Schutzbündlerlager Zbraslav gebracht wurde. Ebenso nahm er Kontakt mit dem emigrierten Otto Bauer und dessen Auslandsbüro der österreichischen Sozialdemokraten (ALÖS) in Brünn auf. Anfang August konnte er mit Richard Strasser und August Moser eine geplante Reise nach Moskau antreten. Hier wurde er ebenfalls sehr freundlich aufgenommen und traf mit Béla Kun, Knorin und Manuilski zusammen. Obwohl er nicht durch die Revolutionären Sozialisten (R.S.), der Nachfolgeorganisation der SDAP, legitimiert war, entwickelte er weitreichende Pläne über eine Zusammenarbeit der Zweiten Internationale mit der Dritten Internationale. Weder von Seiten der Kommunisten, noch von Seiten der Sozialdemokraten wurde die von Bernaschek vorgeschlagene Kampffront beider Parteien letztlich akzeptiert. Über die Sowjetunion und die Situation der Arbeiter dort äußerte er sich sehr ablehnend („Hier hat der Arbeiter genausowenig zu reden wie bei den Nazis. Diktatur da und dort. Das ist nichts für uns“). Vielleicht spielte für diese Einschätzung auch die Ermordung von Bernascheks Schwiegersohn Franz Leschanz eine Rolle, der – wie viele andere in die Sowjetunion geflüchtete Schutzbündler auch – Opfer stalinistischer Säuberungswellen wurde.
Zurückgekehrt in die Tschechoslowakei übersiedelte er nach einem kurzen Aufenthalt in Prag im Oktober 1934 nach Kaplitz, wo er sich unter dem Decknamen Franz Hoffmann aufhielt. Im Frühjahr 1935 musste er aufgrund eines Bescheides der Bezirkshauptmannschaft Kaplitz den Bezirk verlassen und war dann in Prag bzw. wieder im Emigrantenlager Zbrazlav. Seinen Lebensunterhalt bestritt er aus Zuwendungen der Zweiten Internationale und Gelegenheitsarbeiten. Nach dem Einmarsch der Nationalsozialisten am 12. März 1938 in Österreich bemühte sich Bernaschek um eine Rückkehr nach Österreich. Dies gestaltete sich etwas schwierig, da er am 6. Dezember 1935 wegen seiner staatsfeindlichen politischen Betätigungen ausgebürgert worden war. Schließlich erhielt er von den tschechischen Behörden einen Interimspass, der ihm am 20. Jänner 1939 die Ausreise nach Frankreich ermöglichte, um von dort eventuell nach Schweden zu emigrieren. 
In Paris erhielt er von seinem Bruder Ludwig die Nachricht, er könne nach Österreich zurückkehren, ohne eine Verhaftung befürchten zu müssen, dies sei ihm vom Gauleiter August Eigruber zugesichert worden.

## Rückkehr nach Linz
Am 30. Januar 1939 kehrte er nach Linz zurück und wurde wieder eingebürgert.
In Linz war er vorerst im Radiogeschäft seines Bruders Ludwig angestellt. Dann soll er Vertreter für eine Lederfirma gewesen sein, letztlich bekommt er eine Stelle als Versicherungsvertreter der Allianz-Versicherung. Im Juni 1943 bewirbt er sich um eine Stelle im Städtischen Maschinenamt, die er auch am 1. Juli 1943 antreten kann.

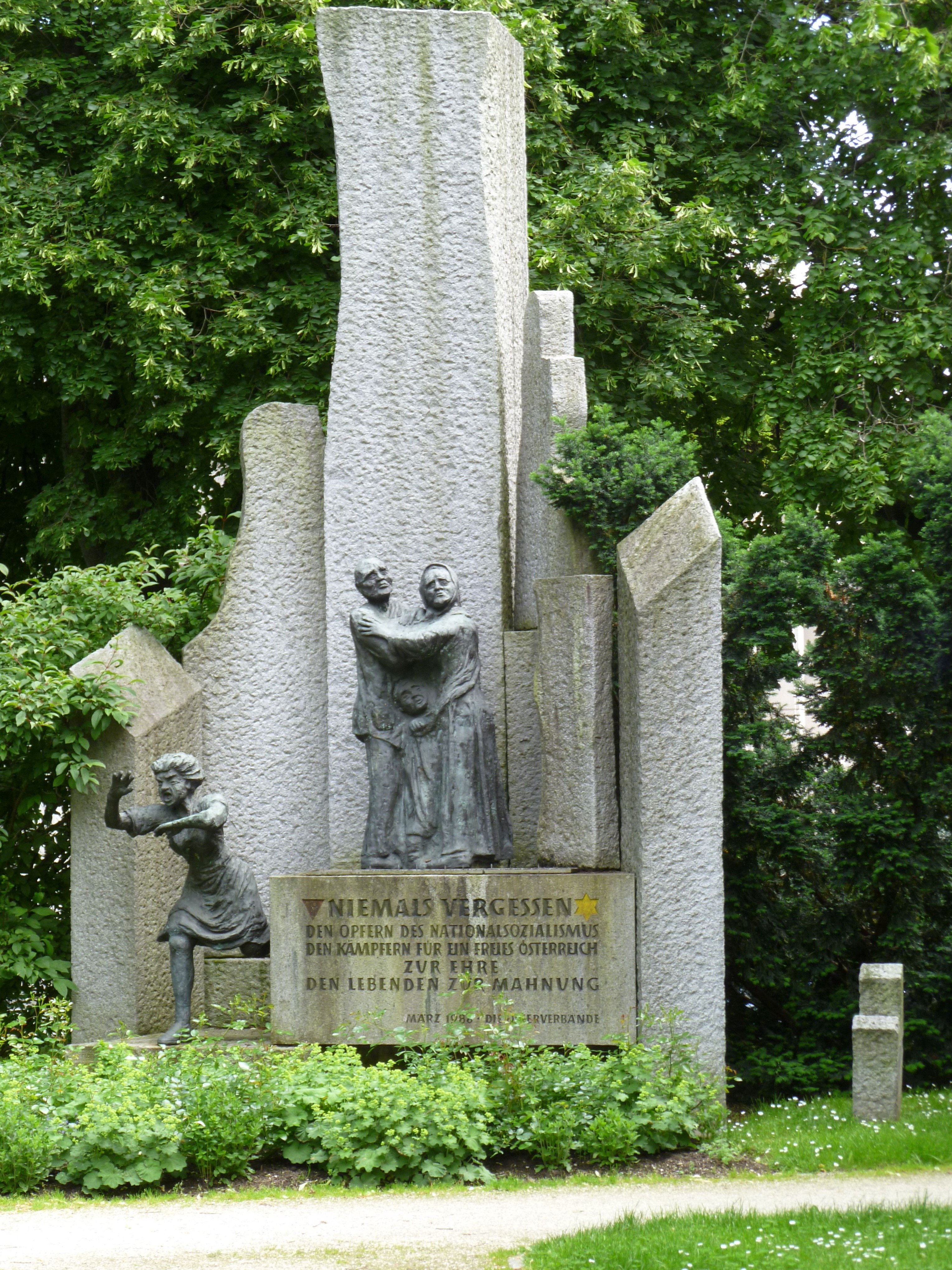
Denkmal am Bernaschekplatz in Linz, Entwurf von Leopold Grausam, jun., errichtet im März 1988.

## Verhaftung und Tod
Nach dem Attentat auf Hitler am 20. Juli 1944 wurde Bernaschek verhaftet und zuerst in das Polizeigefängnis in Linz, dann ins KZ Mauthausen, dann in die Polizeidirektion Wien (Oktober 1944), von dort in das Gestapogefängnis im vormaligen Hotel Metropol am Morzinplatz und Anfang März 1945 wieder nach Mauthausen gebracht. In Mauthausen wurde Bernaschek misshandelt und gefoltert. Kurz vor Kriegsende wurde Bernaschek, wie aus Zeugenberichten hervorgeht, am 18. April 1945 im Konzentrationslager Mauthausen vom SS-Oberscharführer Josef Niedermayer durch einen Genickschuss ermordet. Seine Familie erhielt eine zynische Beileidsmitteilung der Lagerleitung mit der Sterbeurkunde, auf der als Todesursache "Lungenentzündung" verzeichnet war.

## Ehrungen
Seit 1945 ist ein Platz im Linzer Stadtteil Urfahr nach Richard Bernaschek benannt.
In Mauthausen erinnert seit 1946 die Bernaschek-Siedlung an Richard Bernaschek. Die zwischen den Ortschaften Ufer und Wienergraben gelegene Siedlung wurde ab 1941 für SS-Offiziere angelegt. Zu der ursprünglich „Am Berg“ genannten Offizierssiedlung gehörten u. a. Villen für den Lagerkommandanten Ziereis und den Lagerarzt, später wurden dort auch Doppelhäuser errichtet. Nach Kriegsende wurde diese ehemalige SS-Siedlung zunächst von amerikanischen, dann von sowjetischen Soldaten bewohnt, ehe die Häuser österreichischen und heimatvertriebenen Zivilisten zugewiesen wurden. 1946 wurde das Wohngebiet nach Bernaschek benannt und bildet heute eine von insgesamt 13 Ortschaften der Marktgemeinde Mauthausen. 1996 wurde im Zuge der Einführung neuer Straßennamen in der Marktgemeinde Mauthausen auch die durch die Bernaschek-Siedlung führende Straße nach ihm benannt und heißt nunmehr „Bernaschekstraße“. 
Richard Bernascheks Bruder Ludwig Bernaschek war Mitglied der Landesregierungen Gleißner III bis VIII.